# SIRA (Datenbank)
SIRA (System zur Informationsrecherche der HV A) war ein aus mehreren Teildatenbanken bestehendes Datenbanksystem der  Hauptverwaltung A (HV A) des ehemaligen Ministeriums für Staatssicherheit (MfS) der DDR. Es enthielt Informationen über die Spionage der DDR ab 1969. Trotz mehrfacher Vernichtungsversuche im Zusammenhang mit der Auflösung des MfS sind bedeutende Teile der Datenbank bis heute erhalten geblieben.

## Inhalt der Datenbanken
Die Datensätze der Eingangsinformationen enthalten Angaben zur informationsbeschaffenden Quelle (Deckname/Registriernummer), zur verantwortlichen Struktureinheit innerhalb des MfS, zum Zeitpunkt der Informationsbeschaffung, sowie über die Art, den Umfang und die Einschätzung der Information. Ferner wurden ein Titel, eine Kurzbeschreibung, Sach-, Länder- und Objektverschlagwortungen, Verteilerlisten und Personenhinweise gespeichert.
Ebenfalls gespeichert wurden Nachweise zu zusammengefassten Informationen, die vom MfS an die Staats- und Parteiführung übermittelt wurden (Ausgangsinformationen), Aufträge zur Industrie- und Wirtschaftsspionage (Beauftragungsinformationen), sowie Angaben zu Mitarbeitern westlicher Geheimdienste (Personeninformationen).
Zum Zeitpunkt der HVA-Auflösung verfügte das SIRA-Datenbanksystem über rund 650.000 Datensätze. Ende 1998 gelang es der Gauck-Behörde, weite Teile diese Datenbank zu entschlüsseln. Mit Hilfe der Rosenholz-Dateien lassen sich die in der SIRA-Datenbank gespeicherten Vorgänge konkret inoffiziellen Mitarbeitern zuordnen.

## Technische Umsetzung
Nach mehrjähriger Vorbereitung wurde SIRA 1974 auf sich in MfS-Besitz befindlichen Siemens-System-4004-Großrechenanlagen in Betrieb genommen. Diese befanden sich zunächst in Berlin-Wuhlheide, ab 1984 in Berlin-Hohenschönhausen. Als Software kam zunächst das Siemens-eigene GOLEM-System („Großspeicherorientierte, listenorganisierte Eingabemethode“) zum Einsatz. Ab dem Jahr 1985 wurde die Siemens Hard- und Software abgelöst und das System schrittweise auf das im Ostblock entwickelte, Einheitliche System Elektronischer Rechentechnik (ESER) umgestellt. Hierbei handelte es sich größtenteils um Nachbauten von IBM-Großrechenanlagen. Als Datenbanksoftware kam das von dem Kombinat Robotron entwickelte und vom MfS modifizierte „System für Massendaten“ (SFM) zum Einsatz. Die bisherigen Teilprojekte wurden ab 1986 zu Teildatenbanken eines neuen EDV-Gesamtsystems der (HV A). Die durch die Umstellung erforderlichen, aufwändigen Konvertierungen dauerten bis 1989 an.